# 新意網
新意網集團有限公司（港交所：1686）是香港最大的數據中心服務商，為新鴻基地產（港交所股票代碼：0016）的主要科技旗艦。新意網擁有全球排名前十的網絡連接能力，提供電訊商和雲服務商中立的數據中心服務。通過建立亞太區首屈一指的數據中心生態系統，新意網高效連接本地、中國乃至全球的電訊商、雲服務商、網絡服務供應商 （ISP）、內容分發網絡商（CDN）、互聯網電視 （OTT）服務商及其他行業的企業，為客戶創造價值。
新意網將 MEGA-i 的高效能網絡連接能力擴展到其他高端數據中心，包括 MEGA Two 和 MEGA Plus，形成 MEGA Campus。 MEGA Campus 內的數據中心通過高性能專用光纖和超過 14,000 個交叉連接形成互聯，加上座落於園區內的海底光纖網絡接點，提供無可比擬的網絡連接能力，為用戶提供多雲平台直連和雲間互聯服務。新意網致力於支持香港成為地區通訊樞紐和通往中國的戰略性門戶。
新意網結集新鴻基地產的主要科技優勢，其三項核心業務單位包括互聯優勢、新意網科技及Super e-Network。互聯優勢是領導市場的數據中心服務商，擁有本地最強的網絡連接能力；新意網科技致力於安裝及維護衛星系統、寬頻網絡和保安監察系統；而 Super e-Network 則致力於建設智能網絡。

## 歷史
新意網在2000年成立及於香港交易所以創業板形式上市，招股價$10.38港元，招股時曾引起投資者爭相認購。
2018年12月12日地政總署公布，新意網以五十四億五千六百萬零七千八百元投得將軍澳第85區環保大道的將軍澳市地段第131號數據中心用地。以總樓面約1212479方呎計算，每方呎樓面地價4,500元，較市場上限估價還大幅高出45.2%，中標財團最多可以保留3成樓面48萬平方呎，作為項目輔助用途的寫字樓空間。
2019年9月24日新意網以10.515億港元和7.55億港元分別向新鴻基地產出售創紀之城1期31、32、33、35及37樓若干單位，該等單位的樓面面積為88825平方呎及北角柯達大廈二期24間工作室及2間儲物室。與此同時，集團向新地以22.2億元購入新鴻基物流中心（沙田）。集團須額外支付4.08億元才能購入這幢物業。

## 外部連結
- 新意網集團有限公司 （页面存档备份，存于）